# Aeropuerto Internacional Aristides Pereira
El Aeropuerto Internacional Aristides Pereira (código IATA: BVC, código OACI: GVBA) es un aeropuerto situado en Cabo Verde gestionado por Aeroportos e Segurança Aérea (ASA) situado a 5 km al sur de la ciudad de Sal Rei en la isla de Boavista. Es el tercer aeropuerto caboverdiano por tráfico de pasajeros. El aeropuerto originalmente se llamaba Aeropuerto Rabil, pero el 19 de noviembre de 2011 pasó a llamarse en homenaje al primer presidente de Cabo Verde, Aristides Pereira.

## Características técnicas
Es un aeropuerto de categoría 4D de aproximación visual y su horario es de 8:00 a 18:00 debido a la ausencia de balizamiento en el aeropuerto. Tiene una pista de 2.100 m de longitud y dispone de dos plataformas, una situada en la zona del antiguo aeródromo y una plataforma de aviación civil con 5 puestos de estacionamiento.
El edificio terminal dispone de 6 balcones de facturación, dos cintas de recogida de equipajes, control de pasaportes, tiendas.

## Historia
Debido al auge de turismo que comienza a tener la isla, en el año 2002 el gobierno de Cabo Verde toma la decisión de convertir el aeródromo de Rabil en un aeropuerto internacional para poder dar servicio a los aviones provenientes de Europa. El proyecto es encargado a la ingeniería española INECO que se encarga de redactar el proyecto y llevar la asistencia técnica de la obra. Se procede en ampliar la pista 1.200 m para disponer de una pista de 2.100 m y ensanchar la pista hasta los 45 m. Se construye una plataforma con capacidad para 2 aeronaves y una nueva terminal novedosa por estar al aire libre debido a la buena climatología de la zona. En enero de 2005 comienzan las obras realizadas por la constructora MSF y se finalizan en el 2007.
El 13 de octubre de 2007 se hace el vuelo de pruebas para certificar el aeropuerto con un Boeing 757-200 perteneciente a la compañía aérea TACV proveniente de la Isla de Sal. El aeropuerto se inaugura el 31 de octubre de 2007 una vez pasados todos los controles necesarios para poner en funcionamiento la instalación.
A causa de la gran cantidad de turistas que comienzan a llegar a la isla, en 2010 es necesario hacer una ampliación de la plataforma, finalizada en julio de 2011, pasando de 2 a 5 la capacidad de la misma. Actualmente se está ampliando el edificio terminal para acoger a más pasajeros.

## Aerolíneas y destinos

### Destinos nacionales
| Ciudades por países | Nombre del aeropuerto                   | Aerolíneas         | Aeronaves  | Frecuencias semanales |
| Cabo Verde          | Cabo Verde                              | Cabo Verde         | Cabo Verde | Cabo Verde            |
| ------------------- | --------------------------------------- | ------------------ | ---------- | --------------------- |
| Isla de Sal         | Aeropuerto Internacional Amílcar Cabral | Cabo Verde Express | L-410      |                       |
| Praia               | Aeropuerto Internacional Nelson Mandela | Bestfly Cabo Verde |            |                       |

### Destinos internacionales
| Ciudades por países | Nombre del aeropuerto                                  | Aerolíneas                                                                | Aeronaves      | Frecuencias semanales |        |
| África              | África                                                 | África                                                                    | África         | África                | África |
| ------------------- | ------------------------------------------------------ | ------------------------------------------------------------------------- | -------------- | --------------------- | ------ |
| Marruecos           |                                                        |                                                                           |                |                       |        |
| Marrakech           | Aeropuerto de Marrakech-Menara                         | Transavia France (Estacional)                                             | B737-800       |                       |        |
| Europa              |                                                        |                                                                           |                |                       |        |
| Alemania            |                                                        |                                                                           |                |                       |        |
| Düsseldorf          | Aeropuerto de Düsseldorf                               | TUIfly                                                                    | B737           |                       |        |
| Fráncfort del Meno  | Aeropuerto de Fráncfort del Meno                       | TUIfly                                                                    | B737           |                       |        |
| Hannover            | Aeropuerto de Hannover                                 | TUIfly                                                                    | B737           |                       |        |
| Múnich              | Aeropuerto Internacional de Múnich-Franz Josef Strauss | TUIfly                                                                    | B737           |                       |        |
| Stuttgart           | Aeropuerto de Stuttgart                                | TUIfly                                                                    | B737           |                       |        |
| Austria             |                                                        |                                                                           |                |                       |        |
| Viena               | Aeropuerto de Viena                                    | SmartWings (Chárter estacional)                                           |                |                       |        |
| Bélgica             |                                                        |                                                                           |                |                       |        |
| Bruselas            | Aeropuerto de Bruselas-National                        | TUIfly Belgium                                                            | B737           |                       |        |
| Dinamarca           |                                                        |                                                                           |                |                       |        |
| Copenhague          | Aeropuerto de Copenhague-Kastrup                       | TUIfly Nordic (Chárter estacional)                                        | B737-8MAX      |                       |        |
| España              |                                                        |                                                                           |                |                       |        |
| Madrid              | Aeropuerto de Madrid-Barajas                           | Iberojet (estacional)                                                     |                |                       |        |
| Eslovaquia          |                                                        |                                                                           |                |                       |        |
| Bratislava          | Aeropuerto de Bratislava                               | SmartWings Slovakia (Chárter estacional)                                  | B737-82R       |                       |        |
| Finlandia           |                                                        |                                                                           |                |                       |        |
| Helsinki            | Aeropuerto de Helsinki-Vantaa                          | TUIfly Nordic (Chárter estacional)                                        |                |                       |        |
| Francia             |                                                        |                                                                           |                |                       |        |
| París               | Aeropuerto de París-Orly                               | Transavia France (Estacional)                                             |                |                       |        |
| Italia              |                                                        |                                                                           |                |                       |        |
| Milán               | Aeropuerto de Milán-Malpensa                           | Neos                                                                      | B737           |                       |        |
| Roma                | Aeropuerto de Roma-Fiumicino                           | Neos                                                                      | B737           |                       |        |
| Verona              | Aeropuerto de Verona-Villafranca                       | Neos                                                                      | B737           |                       |        |
| Luxemburgo          |                                                        |                                                                           |                |                       |        |
| Luxemburgo          | Aeropuerto de Luxemburgo                               | Luxair (Estacional)                                                       | B737           |                       |        |
| Países Bajos        |                                                        |                                                                           |                |                       |        |
| Ámsterdam           | Aeropuerto de Ámsterdam-Schiphol                       | TUI Airlines Nederland                                                    | B737           |                       |        |
| Polonia             |                                                        |                                                                           |                |                       |        |
| Katowice            | Aeropuerto Internacional de Katowice                   | Enter Air (Chárter estacional)                                            | B737           |                       |        |
| Portugal            |                                                        |                                                                           |                |                       |        |
| Lisboa              | Aeropuerto de Lisboa                                   | TAP Portugal                                                              | A32x           |                       |        |
| República Checa     |                                                        |                                                                           |                |                       |        |
| Brno                | Aeropuerto de Brno-Tuřany                              | SmartWings (Chárter estacional)                                           |                |                       |        |
| Praga               | Aeropuerto de Praga                                    | SmartWings (Chárter estacional)                                           |                |                       |        |
| Reino Unido         |                                                        |                                                                           |                |                       |        |
| Birmingham          | Aeropuerto Internacional de Birmingham-West Midlands   | TUI Airways                                                               | B737           |                       |        |
| Brístol             | Aeropuerto de Brístol                                  | TUI Airways (inicia 10 de julio de 2024)                                  | B737           |                       |        |
| Londres             | Aeropuerto de Londres-Gatwick                          | TUI Airways                                                               | B737           |                       |        |
| Mánchester          | Aeropuerto de Mánchester                               | TUI Airways                                                               | B737           |                       |        |
| Suecia              |                                                        |                                                                           |                |                       |        |
| Estocolmo           | Aeropuerto de Estocolmo-Arlanda                        | TUIfly Nordic (Chárter estacional) Sunclass Airlines (Chárter estacional) | B737-8MAX A3xx |                       |        |
| Gotemburgo          | Aeropuerto de Gotemburgo-Landvetter                    | TUIfly Nordic (Chárter estacional)                                        | B737-8MAX      |                       |        |
| Suiza               |                                                        |                                                                           |                |                       |        |
| Zúrich              | Aeropuerto Internacional de Zúrich                     | Edelweiss Air (Estacional)                                                | A3x0           |                       |        |

## Tráfico y estadísticas
Ver fuente y consulta Wikidata.